# Delucchia
Delucchia is een geslacht van vliesvleugeligen uit de familie Pteromalidae. De wetenschappelijke naam van dit geslacht is voor het eerst geldig gepubliceerd in 2009 door Koçak & Kemal.

## Soorten
Het geslacht Delucchia is monotypisch en omvat slechts de volgende soort:
- Delucchia scopulosa (Delucchi, 1962)